# Feitianius paradisi
Feitianius paradisi — вид енанціорнісових птахів, що існував у ранній крейді (124 млн років тому).

## Скам'янілості
Частковий скелет птаха виявлений у 2005 році поблизу міста Чангма у провінції Ганьсу на півночі Китаю. Голотип GSGM-05-CM-004 містить задню частину скелета з відбитками пір'я. У птаха виявлено три типи пір'їн. Хвостові пера були довгими.
На основі решток у 2015 році описано новий вид та рід птахів міжнародною командою дослідників (Цзінмай Кетлін О'Коннор, Лі Дацин, Метью Ламанна, Ван Мінь, Джеральд Гарріс, Джессі Аттерголт та Ці Гайлу). Назва роду Feitianius походить від китайської міфічної істоти фейтії (аналог грецької німфи). Видова назва F. paradisi означає «райський» та вказує на схожість хвостового оперення з аналогічним у сучасних райських птахів.